# Ruokolahti-Laikanlahti
Ruokolahti-Laikanlahti este o arie protejată (arie de protecție specială avifaunistică — SPA) din Finlanda întinsă pe o suprafață de 143 ha, integral pe uscat.

## Localizare
Centrul sitului Ruokolahti-Laikanlahti este situat la coordonatele 62°54′53″N 24°43′00″E / 62.9147°N 24.7167°E.

## Înființare
Situl Ruokolahti-Laikanlahti a fost declarat arie de protecție specială avifaunistică în august 1998 pentru a proteja 26 de specii de animale.

## Biodiversitate
Situată în ecoregiunea boreală, aria protejată nu include niciun habitat protejat.
La baza desemnării sitului se află mai multe specii protejate de  păsări (26): rață sulițar (Anas acuta), gâscă de semănătură (Anser fabalis), stârc cenușiu (Ardea cinerea), ciuf de câmp (Asio flammeus), rața moțată (Aythya fuligula), cocoșul de mesteacăn (Bonasa bonasia), bătăuș (Calidris pugnax), erete de stuf (Circus aeruginosus), erete vânăt (Circus cyaneus), lebădă de iarnă (Cygnus cygnus), ciocănitoare neagră (Dryocopus martius), șoimul rândunelelor (Falco subbuteo), vânturel roșu (Falco tinnunculus), cocor (Grus grus), Hydrocoloeus minutus, Larus fuscus fuscus, pescăruș râzător (Larus ridibundus), Lyrurus tetrix tetrix, Mergellus albellus, ciocănitoare de munte (Picoides tridactylus), corcodel-urechiat (Podiceps auritus), cresteț pestriț (Porzana porzana), Spatula clypeata, rață cârâitoare (Spatula querquedula), chiră de baltă (Sterna hirundo), fluierar de mlaștină (Tringa glareola).
Pe lângă speciile protejate, pe teritoriul sitului au mai fost identificate 20 de specii de păsări.